# Diafarabé
Diafarabé ist Hauptort einer gleichnamigen Landgemeinde der Verwaltungsregion Mopti in Mali.
Die Gemeinde befindet sich am südlichen Rand des Kreises Ténenkou. Die Landgemeinde umfasst eine Fläche von rund 980 Quadratkilometern und erstreckt sich dabei über beide Seiten des Niger. Das Terrain liegt in der Sahelzone. Topographisch liegt Diafarabé flach. Die Gemeinde besteht aus 10 Dörfern und erstreckt sich über eine Fläche von 980 km².
Die örtliche Bevölkerung setzt sich aus Fulbe, Bozo, Bambara und Marka zusammen. Die lokalen Lebensgrundlagen entstammen der Viehzucht, der Fischerei und Landwirtschaft, sowie dem Handel und Handwerk. Es gibt montags einen opulenten Wochenmarkt.
Einmal im Jahr feiern die Fulbe in Diafarabé ihr Kulturfest Traversée des Animaux. Sein Anlass ist der jährliche Viehtrieb großer Rinderherden, die schwimmend den Fluss im Binnendelta des Niger durchqueren. Das Fest wird in der Zeit zwischen November und Dezember an einem Samstag gefeiert und ist das größte seiner Art. Die Tradition reicht zurück bis in das Jahr 1818 (Zeitalter des Massina-Reichs). 2008 setzte die UNESCO das mehrtägige Fest auf die Repräsentative Liste des immateriellen Kulturerbes der Menschheit.
Am Ostrand von Diafarabé-Bozo liegt eine sehr gut erhaltene Moschee, deren Baujahr unbekannt ist (Stand: 1977). Die Gesamtanlage umfasst eine Fläche von 277 m², 102 m² entfallen auf einen Innenhof. Der Mihrāb-Vorbau weist eine Höhe von 4,5 m auf. der Turm selbst besteht lediglich aus einem Schaft, was als regionale Architekturvariante ausgelegt wird. Größer sind zwei weitere Moscheen in Diafarabé-Peul aus den 1920er-Jahren (Gesamtfläche 412 m²) und auf dem Land zwischen Diafarabé-Bozo und -Peul (Gesamtfläche 700 m²), die 1975 gebaut wurde.

Gemeinde Diafarabé